# ناويا كيكوتشي
ناويا كيكوتشي (菊 地 直 哉) ولد 24 نوفمبر 1984 في شيميزو، شيزوكا هو لاعب كرة قدم ياباني, يلعب حالياً لساجان توسو.

## مسيرته الكروية
لعب ناويا كيكوتشي خلال مسيرته الاحترافية مع 7 أندية في واحد وعشرون موسمًا وسجل خلالها 7 أهداف ضمن 318 مباراة. حيث فاز في موسم واحد بالكأس ولم يفز بأي دوري.
خاض ناويا كيكوتشي مسيرته مع نادي جوبيلو إيواتا في موسم 2003 في المرة الأولى واستمر معه طيلة ثلاثة مواسم ثم في عامي 2006-2008 ولمدة موسمين، مشاركًا طوالها في 79 مباراة سجل خلالها 5 أهداف. ثم انتقل إلى نادي آلبيركس نيغاتا ما بين عامي 2005 و2006 في المرة الأولى لمدة موسم واحد ثم في موسم 2011 واستمر معه طيلة ثلاثة مواسم، حيث شارك طوالها في 60 مباراة سجل خلالها هدفين. لينتقل بعدها إلى نادي كارل زايس يينا في موسم 2007–08 ولمدة موسمين، مشاركًا في 20 مباراة ولم يسجل أي هدف. ثم انتقل إلى نادي أويتا ترينيتا في عامي 2009-2011 ولمدة موسمين، مشاركًا في 45 مباراة ولم يسجل أي هدف أيضًا. هذا وانتقل لاحقًا إلى نادي ساغان توسو في موسم 2013 ليلعب معه أربعة مواسم، مشاركًا في 71 مباراة ولم يسجل أي هدف أيضًا. ثم انتقل بعدها إلى نادي هوكايدو كونسادول سابورو في موسم 2016 واستمر معه طيلة ثلاثة مواسم، مشاركًا في 33 مباراة ولم يسجل أي هدف أيضًا. ليعود وينتقل من جديد، لكن هذه المرة إلى نادي أفيسبا فوكوكا ما بين عامي 2019 و2020 لمدة موسم واحد، مشاركًا في 10 مباريات ولم يسجل أي هدف أيضًا.

## روابط خارجية
1. ↑  "معلومات عن ناويا كيكوتشي على موقع int.soccerway.com". int.soccerway.com. مؤرشف من الأصل في 2019-10-31.
2. ↑  "معلومات عن ناويا كيكوتشي على موقع transfermarkt.com". transfermarkt.com. مؤرشف من الأصل في 2020-03-31.
3. ↑  "معلومات عن ناويا كيكوتشي على موقع static.fifa.com". static.fifa.com. مؤرشف من الأصل في 2019-04-08.
4. ↑  "ناويا كيكوتشي". فرق كرة القدم الوطنية. Benjamin Strack-Zimmerman. اطلع عليه بتاريخ 2020-06-26.

- ناويا كيكوتشي على موقع الاتحاد الدولي (مؤرشف)  (الإنجليزية)
- ناويا كيكوتشي على موقع رابطة كرة القدم اليابانية للمحترفين (اليابانية)
- ناويا كيكوتشي على موقع قاعدة بيانات كرة القدم.إي يو (الإنجليزية)
- ناويا كيكوتشي على موقع ناشيونال فوتبول تيمز (الإنجليزية)
- ناويا كيكوتشي على موقع Soccerway.com (الإنجليزية)
- ناويا كيكوتشي على موقع عالم كرة القدم.نت (الإنجليزية)
- ناويا كيكوتشي على موقع أوليمبيديا (الإنجليزية)